# ناحیه الشلف
ناحیه الشلف (به عربی: دائرة الشلف) یک ناحیه در الجزایر است که در استان الشلف واقع شده‌است.